# جيري بي لانيير
جيري بي لانيير (بالإنجليزية: Jerry P. Lanier)‏ هو دبلوماسي أمريكي، ولد في 1948 في سانت لويس في الولايات المتحدة.